# Pausewang
Pausewang ist ein deutscher Familienname.

## Herkunft und Bedeutung
Als Übername: Ein pausbäckiger Mensch oder jemand, der (im übertragenen Sinne) „den Mund voll nimmt“, „sich aufbläst“.

## Varianten des Namens
- Pauswang[1][3], Puswang[3]
- Bauswang[3]

## Ähnliche Namen
- Pauseback[1], Pausback[1], Pusback[1]
- Fettback[3] (siehe Thomas Fettback)

## Geographische Verteilung

### Deutschland
- Vorkommenshäufigkeit des Namens nach Bundesländern (2003)[4]: Niedersachsen = Nordrhein-Westfalen > Bayern > Hessen > Baden-Württemberg.

### Schlesien
- Löwenberg (16. Jh.)

### Außerdem ...
- USA

## Bekannte Namensträger
- Freya Pausewang (1932–2020), deutsche Autorin pädagogischer Fachbücher
- Gudrun Pausewang (1928–2020), deutsche Schriftstellerin
- Joseph Andreas Pausewang (1908–1955), deutscher Maler
- Sangita Pausewang (* 1965), deutsche Sozialpädagogin[5]

## Sonstige Personen
- Caspar Pausewang, Löwenberg/Schlesien (16. Jh.)[1]
- Johann Georg Pausewang (1738–1812), Komponist[6], geb. in Mittelwalde, Grafschaft Glatz
- Franz Pausewang (18. Jh.), Geistlicher[7]
- Meister Joachim Pausewang (1936), Roman von Erwin Guido Kolbenheyer[1]